# Wald-Sauerklee
Wald-Sauerklee (Oxalis acetosella) ist eine Pflanzenart, auch Gemeiner Sauerklee oder Kuckucksblume genannt, aus der Gattung Sauerklee (Oxalis) innerhalb der Familie der Sauerkleegewächse (Oxalidaceae). In den nördlichen bis gemäßigten Gebieten Eurasiens handelt es sich beim Wald-Sauerklee um eine Reliktart; die meisten der etwa 800 Oxalis-Arten sind tropisch bis subtropisch verbreitet.

## Beschreibung

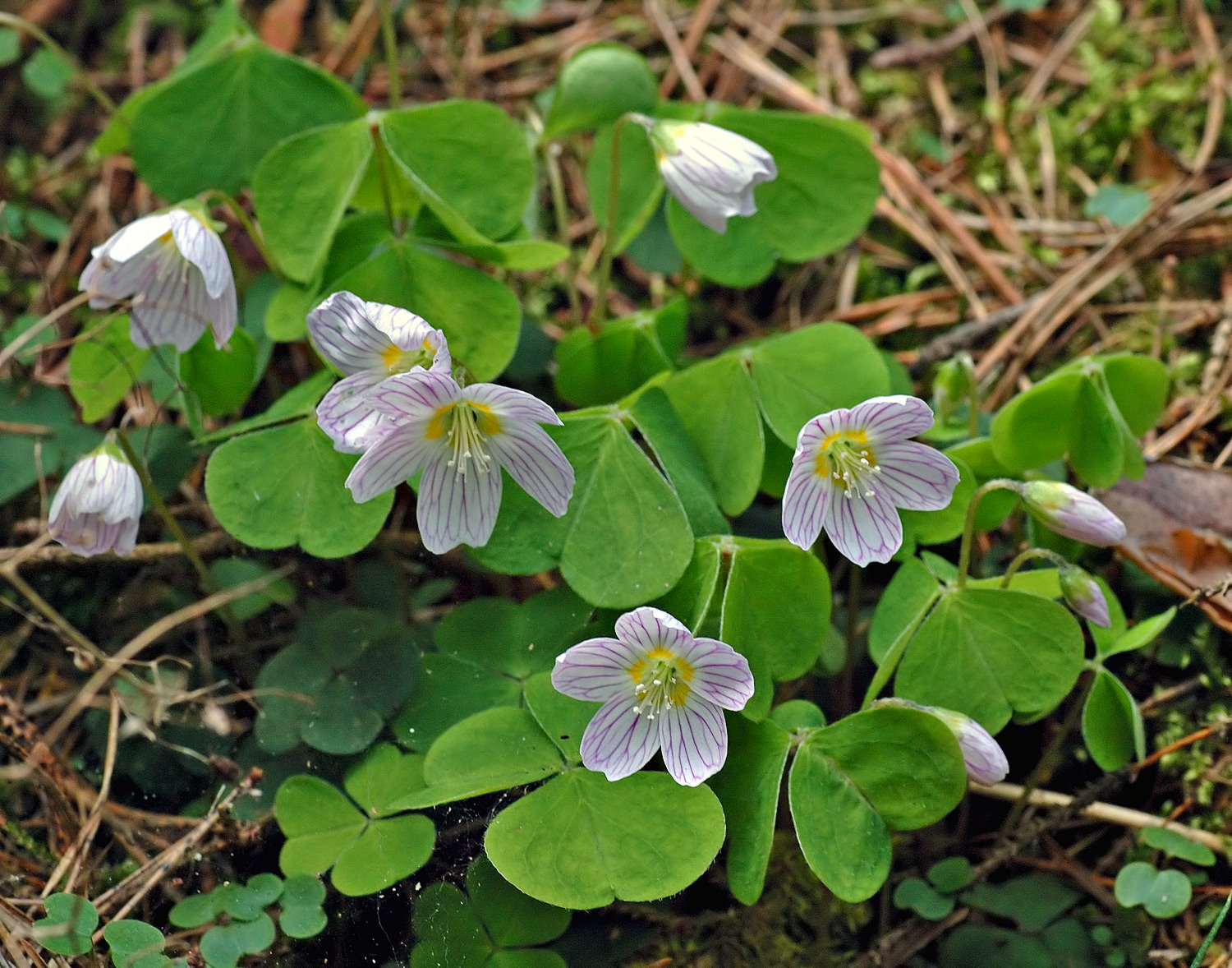
Habitus und Blüten

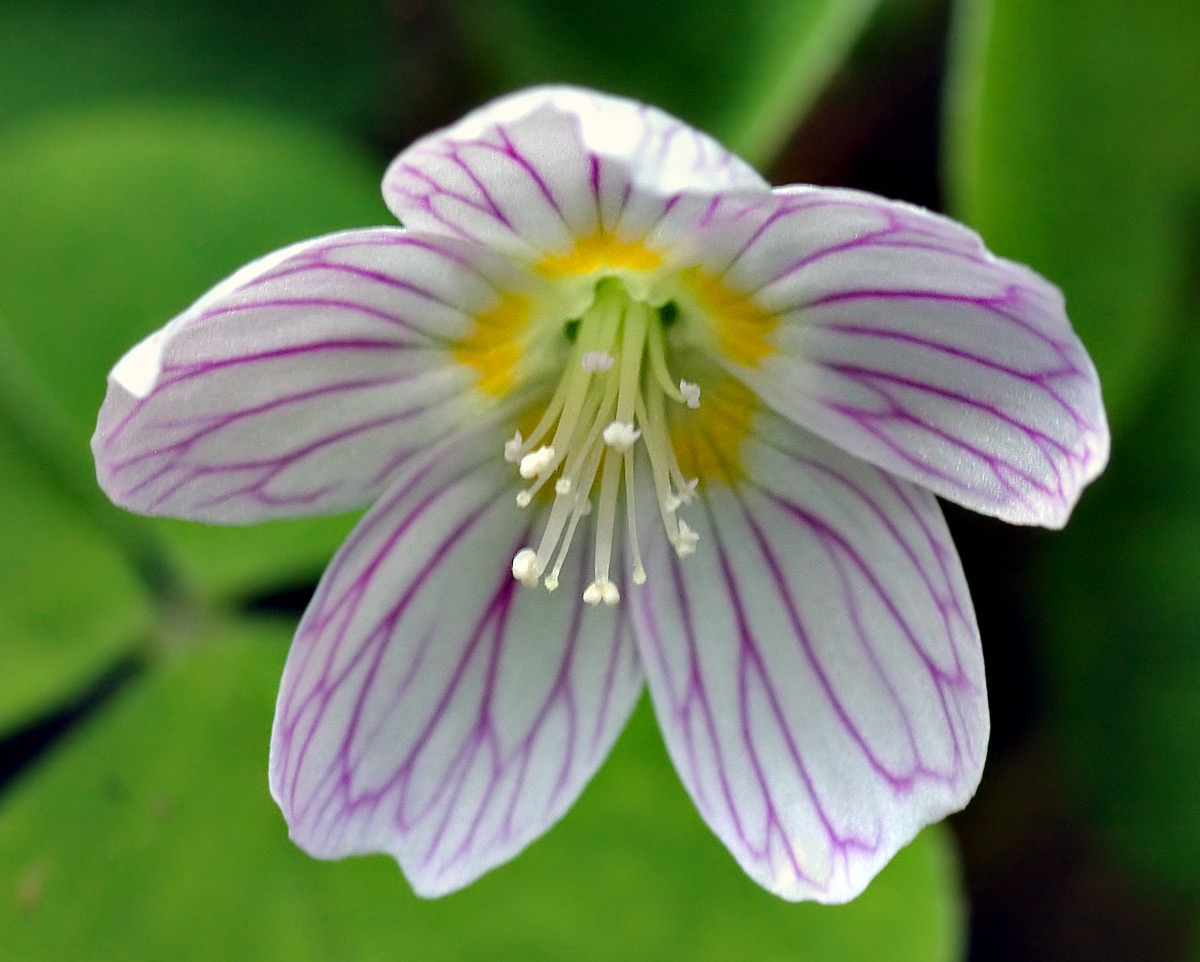
Makroaufnahme einer radiärsymmetrischen Blüte mit weißen Kronblättern

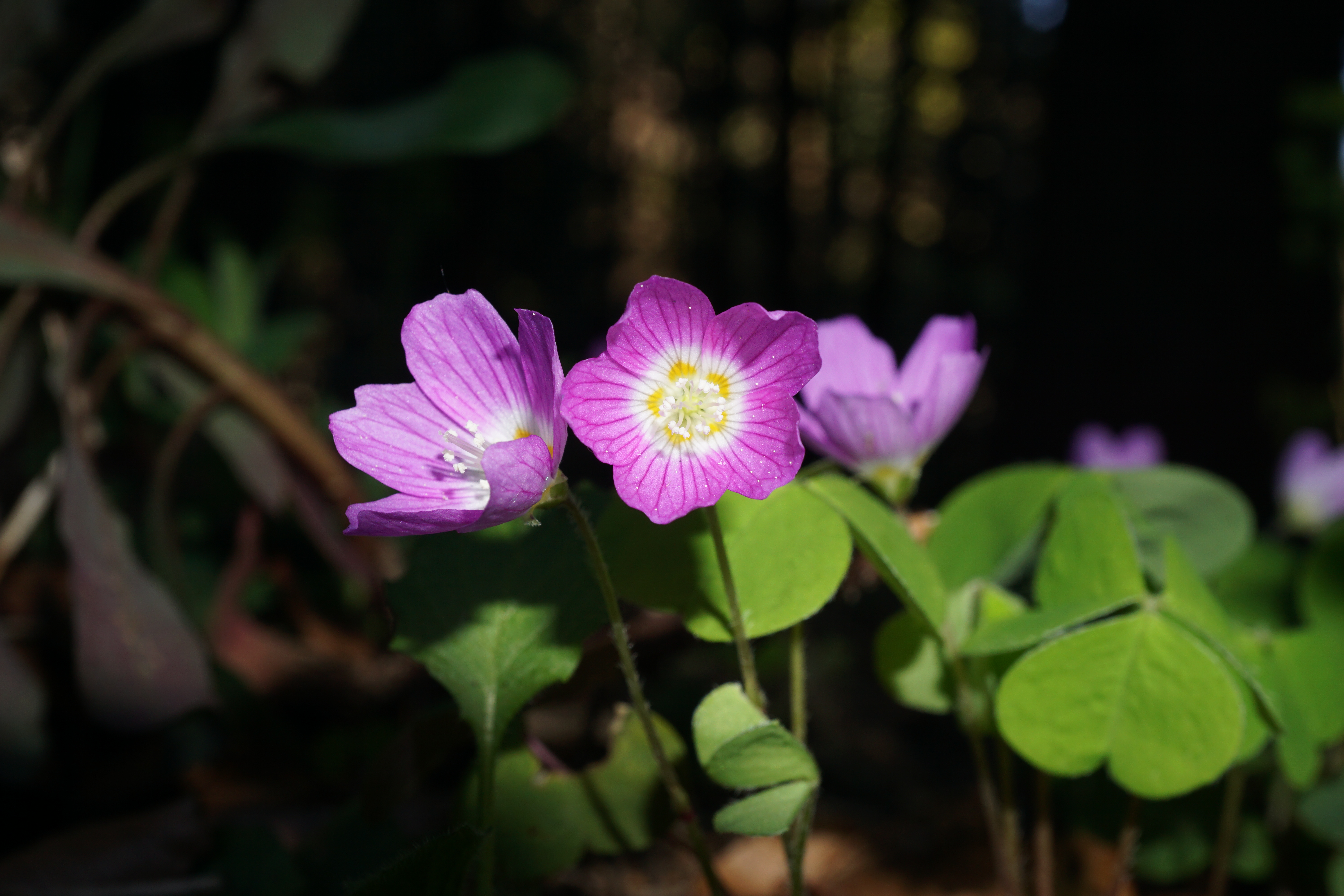
Blüte mit rosafarbenen Kronblättern

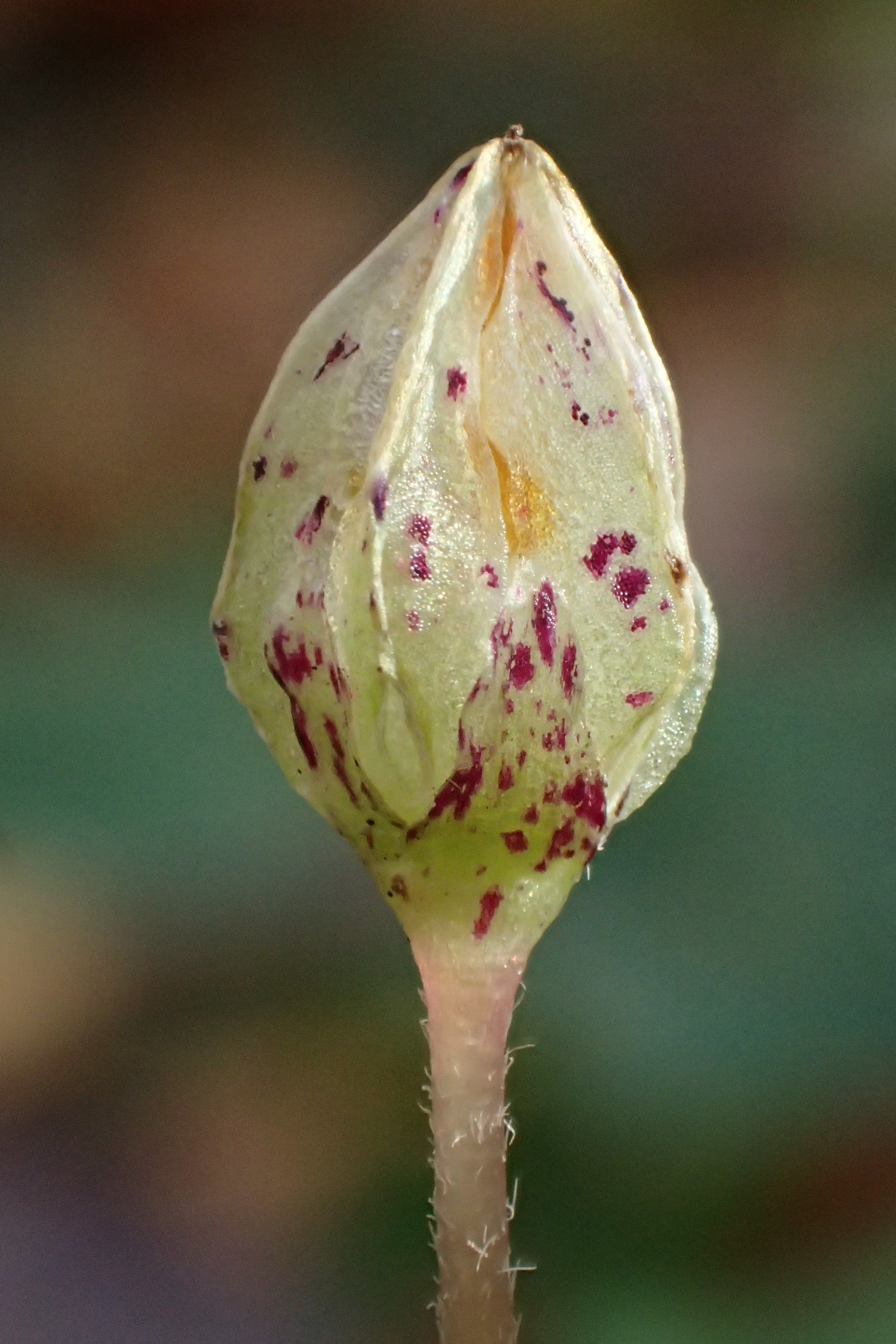
Frucht

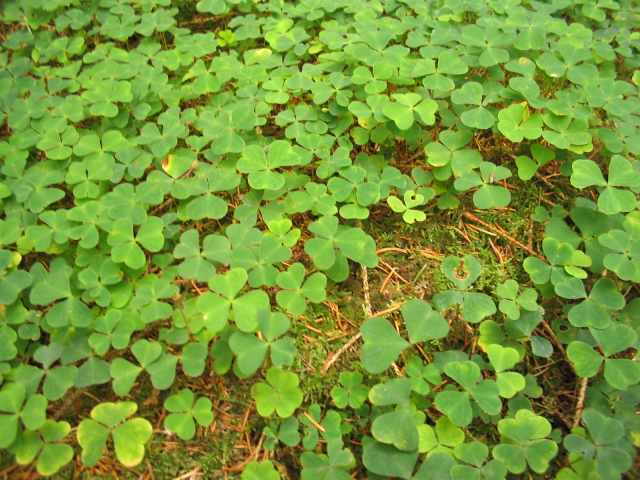
Bestand im Spätsommer

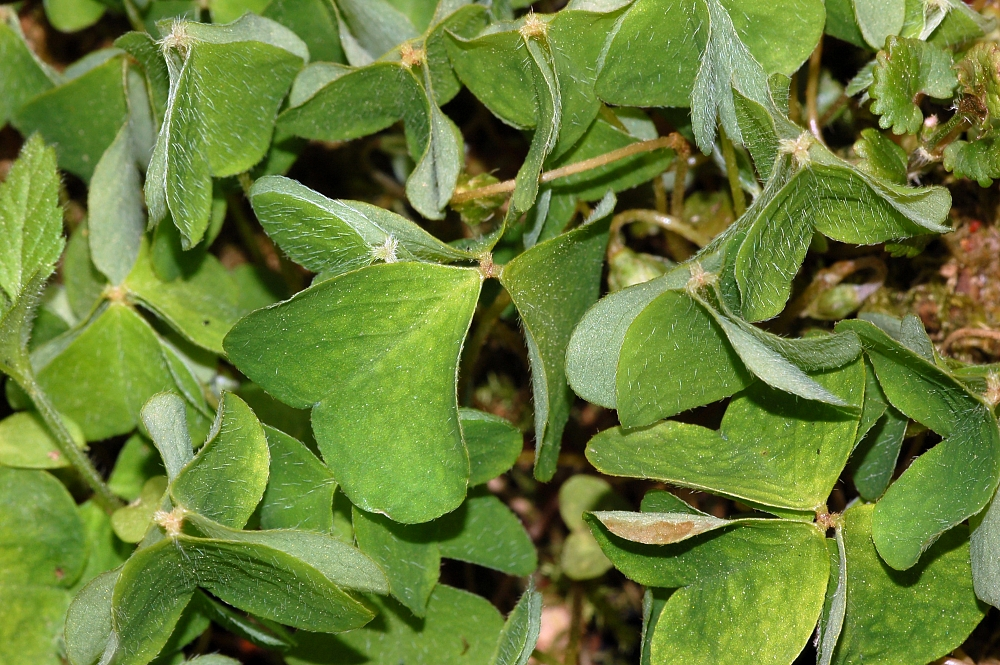
Herabgeklappte Teilblätter

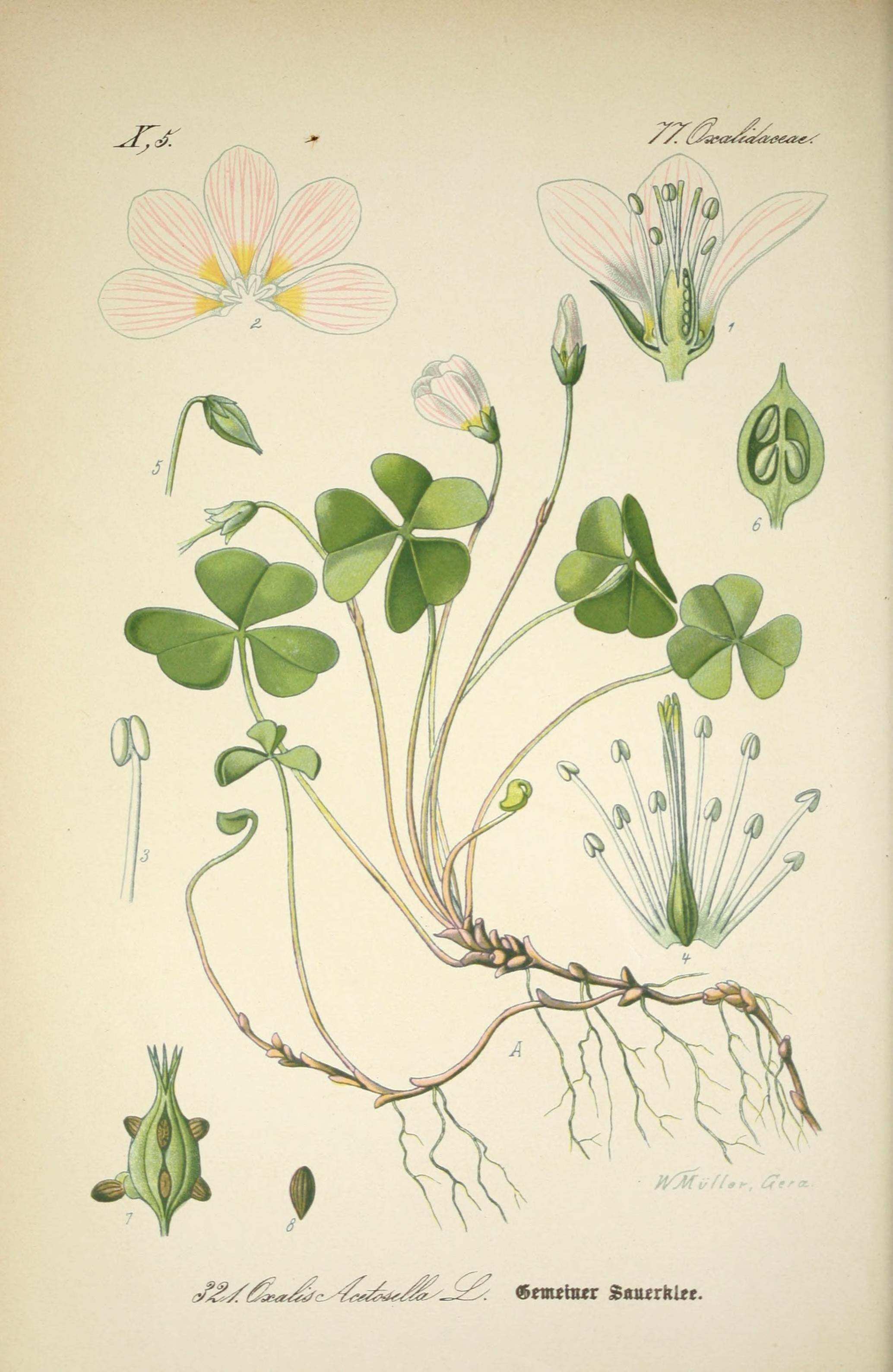
Illustration aus Prof. Dr. Thomé's Flora von Deutschland, Österreich und der Schweiz, in Wort und Bild, für Schule und Haus; mit ... Tafeln ... von Walter Müller, 1888, Tafel 321

### Vegetative Merkmale
Der Wald-Sauerklee ist eine sommergrüne, ausdauernde krautige Pflanze, die Wuchshöhen von 5 bis 15 Zentimetern erreicht. Sie bildet als Überdauerungsorgane unterirdische, kriechende, kurze, dünne Rhizome mit etwa 1 Millimeter hellbraunen, steif behaarten, dicken, schuppenartigen Niederblättern und eine reich verzweigte, fleischige Pfahlwurzel. Das unterirdische, horizontal kriechende, zarte, verzweigte Rhizom ist mit dicken fleischigen, schuppigen, rötlichen Niederblättern (es sind Speicherorgane) sowie Basen alter Laubblätter besetzt. Der Stängel ist gestaucht, anders ausgedrückt ein oberirdischer Stängel kaum ausgebildet.
Die nur grundständigen Laubblätter sind in Blattstiel und Blattspreite gegliedert. Der leicht behaarte, an seiner Basis etwas verbreiterte und dort etwas fleischige sowie dichter behaarte Blattstiel ist bei einer Länge von 3 bis 15 Zentimetern relativ lang. Die Blattspreite ist dreiteilig, handförmig, kleeartig zusammengesetzt. Die hell- bis dunkelgrünen, auf der Unterseite oft purpurfarben überlaufenen Teilblättchen besitzen an ihrer Basis ein Gelenkpolster. Die drei etwa gleich großen, ganzrandigen und etwas borstig behaarten, seltener meist nur auf der Oberseite kahlen Teilblätter sind bei einer Länge von 0,5 bis 2 Zentimetern sowie einer Breite von 0,8 bis 3 Zentimetern verkehrt-herzförmig mit tief ausgerandetem oberen Ende, deren Enden jeweils gerundet sind.

### Generative Merkmale
Der Blütenstandsschaft ist so lang oder länger wie die Laubblätter und auf ihm befindet sich nur einer lang gestielte, nickende Blüte. Meist in der Mitte des Blütenstandsschaftes befindet sich ein Paar schuppenförmiger Vorblätter, die bei einer Länge von etwa 3 Millimeter lanzettlich ist und entlang des Randes Trichome besitzt.
Die zart erscheinende, zwittrige Blüte ist radiärsymmetrisch und fünfzählig mit doppelter Blütenhülle (Perianth). Die fünf haltbaren Kelchblätter sind grün und bei einer Länge von etwa 4 Millimetern länglich-oval oder eiförmig-lanzettlich und außen sowie am Rand behaart aber innen kahl. Die fünf Kronblätter besitzen eine weiße oder seltener blassrosa bis bläuliche Farbgebung mit einer deutlich zu sehenden rötlich-violetten Aderung; am Grund der Kronblätter ist ein gelblicher Fleck erkennbar. Die Kronblätter sind bei einer Länge von 10 bis 15 Millimetern sowie einer Breite von 15 bis 22 Millimetern verkehrt-eiförmig und unregelmäßig mehr oder weniger tief ausgerandet. Es sind zwei Kreise mit je fünf weißen Staubblättern vorhanden. Die Staubblätter sind kürzer als die Griffel. Der oberständige Fruchtknoten und länglich-eiförmig oder länglich. Die fünf fadenförmigen Griffel enden jeweils in breiten, kopfförmigen Narben.
Die fünffächerige, nussartige Kapselfrüchte ist bei einer Länge von 3 bis 4 oder 4 bis 10 Millimetern eiförmig und fünfkantig. Je Fruchtfach sind bis zu drei Samen vorhanden. Die hell-braunen, hartschaligen Samen sind bei einer Länge von 2,5 bis 3 Millimetern eiförmig seitlich abgeflacht mit Längsfurchen.

### Chromosomensatz
Die Chromosomengrundzahl beträgt x = 11; es liegt Diploidie mit einer Chromosomenzahl von 2n = 22 vor, es wurde auch eine Chromosomenzahl von 2n = 30 ermittelt.

## Ökologie und Phänologie
Beim Wald-Sauerklee ist eine endotrophe Mykorrhiza vorhanden. Der Wald-Sauerklee wurzelt nur flach bis 15 Zentimeter tief. Beim Wald-Sauerklee handelt es sich um die schattenverträglichste mitteleuropäische Pflanzenart, die bei einem Minimum von 1/160 des Tageslichtes noch wachsen kann. Bei starker Sonnenbestrahlung verändert die Pflanze die Stellung ihrer Blätter, indem sie die Fiederblätter nach unten zusammenklappt. Zu starke Besonnung zerstört das Chlorophyll und lässt die Blätter absterben. Der Wald-Sauerklee schützt sich vor Wasserverlust infolge von Transpiration, da sich dann die Spaltöffnungen der Blattunterseiten aneinanderlegen. Bei hoher Luftfeuchtigkeit wird aktiv Wasserabscheidung (Guttation) durchgeführt.
Der Frühblüher bezieht die benötigten Reservestoffe sowohl aus seinem kriechenden Rhizom als auch aus dem verdickten Blattgrund seiner wintergrünen fleischigen Niederblätter. Nach dem Absterben der Oberblätter bleiben die Blattbasen als dickliche Speicherschuppen am Rhizom erhalten. Die Grundachse bildet ein Mittelding zwischen Bodenausläufer und Zwiebel. Die ursprüngliche Hauptachse treibt Ausläufer, die in ihrem Verlauf eine eigentümliche Verschiedenheit aufweisen. Sie besitzen nämlich an ihrem unteren Ende gestreckte Stängelglieder und tragen an den Internodien kleine Schuppenblätter, während an ihrer Spitze die Stängelglieder ganz kurz sind und hier in dichter Folge tannenzapfenartig die mit Reservestoffen gefüllten Blattbasen tragen. Damit ist ein Dauerorgan geschaffen, das sich von den eigentlichen Zwiebeln dadurch unterscheidet, dass es sich von der restlichen Pflanze nicht ablöst, sondern mit ihr verbunden bleibt.
Über Gelenke, die am Übergang der Blättchen zum Stiel sitzen und auf veränderten Zelldruck reagieren, kann die Pflanze ihre Blätter regenschirmartig zusammenfalten. Dies ist zum Beispiel bei stärkeren Erschütterungen, bei Überbelichtung, bei kühleren Temperaturen und bei Dunkelheit zu beobachten. Eine Turgorabnahme auf der Gelenkunterseite und der Rippenoberseite bewirkt diese Klappstellung. Die Steuerung erfolgt wohl über Turgorine (chemische Signalstoffe), die unter anderem auch bei den Mimosen zu finden sind. Linsenförmige Zellen auf der Blattoberseite fungieren vermutlich als Messgeräte.
Der Wald-Sauerklee hat zwei Blütenarten:
- Eine glockige Blüte, die für Bienen und Hummeln zugänglich ist. Diese ist aufgrund der überwiegend schattigen Standorte selten und wird meist bei den ersten Frühlingsblüten ausgebildet. Als Saftmale[6] locken sie die Insekten zu der Basis der Kronblätter, wo süßer Nektar angeboten wird. Die violette Aderung und die gelblichen Flecken der Kronblätter begünstigen eine Bestäubung. Die Samenentwicklung ist hier eher gering.
- Eine geschlossene Blüte, bei der Selbstbestäubung (Kleistogamie) stattfindet. Diese Form wird in der Regel bei den später, kurzstielig in Bodennähe aufblühenden Blüten entwickelt. Sie sind oft im Moos oder unter abgestorbenen Blättern versteckt.[9] Diese Blütenart wurde 1860 von Michalet entdeckt.[9] Im Vergleich zur glockigen Blüte werden deutlich mehr Samen gebildet.

Die Keimfähigkeit ist sofort nach der Reife gegeben und von Feuchtigkeit abhängig.
Durch einen Schleudermechanismus wird die Samenausbreitung begünstigt. Der Wald-Sauerklee ist ein Saftdruckstreuer, der seine Samen mit 16 bis 17 bar herausschleudert. Die Samen fliegen bis 1 Meter weit.
Die Blütezeit liegt in Mitteleuropa meist im April bis Mai, reicht in der Schweiz von April bis Juni und in China von Juli bis August. Die Früchte reifen in Mitteleuropa von Mai bis August und in China von August bis September.

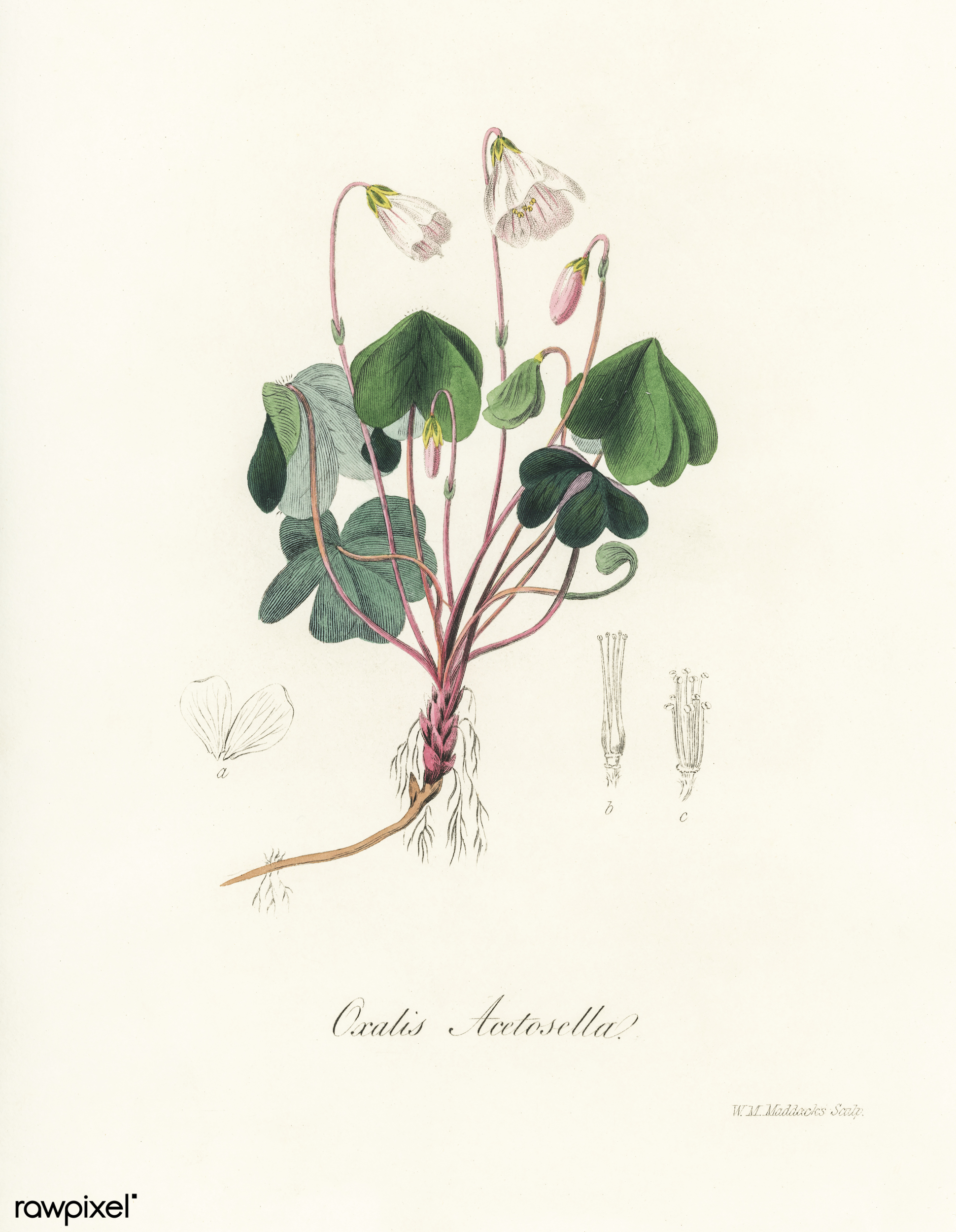
Illustration aus Medical Botany, 1847, Tafel 85

## Vorkommen
Der Wald-Sauerklee gedeiht in den nördlichen und gemäßigten Gebieten Eurasiens. Es gibt Fundortangaben für Deutschland, Österreich, Liechtenstein, die Schweiz, Italien, Korsika, Frankreich, Andorra, Spanien, Portugal, Gibraltar und das Vereinigte Königreich, Irland, Belgien, Luxemburg, die Niederlande, Island, Dänemark, Norwegen, Schweden, Finnland, Estland, Litauen, Lettland, Polen, Belarus, die Ukraine, Ciskaukasien, Aserbaidschan, Georgien, Ungarn, die ehemalige Tschechoslowakei, das ehemalige Jugoslawien, Albanien, Bulgarien, Rumänien, Griechenland, die Türkei, die Mongolei, Sibirien, Russlands Fernem Osten, die chinesischen Provinzen Xinjiang, Heilongjiang, Jilin, Liaoning sowie Liupan Shan in Ningxia, die japanischen Inseln Hokkaidō sowie Honshu, Bhutan, Nepal, Pakistan und das nördliche Myanmar.
In den Alpen kommt er in Höhenlagen von bis zu 1940 Metern vor. In den Allgäuer Alpen gedeiht er am Schnurschrofen südwestlich Tannheim in Tirol noch bei einer Höhenlage von 1890 Metern. Im Kanton Wallis steigt der Wald-Sauerklee bis in Höhenlagen von 2100 Meter, im Puschlav bis 2110 Meter und im Ötztal bis 2110 Meter auf. In China gedeiht Oxalis acetosella an schattigen Standorten in Wäldern in Höhenlagen von 800 bis 3700 Metern.
Wald-Sauerklee wächst in Mitteleuropa auf sauren Waldböden an ausgesprochen schattigen und frischen bis feuchten Standorten in Laubmischwäldern und Nadelwäldern. Er kann auch tieferen Schatten ertragen.
Zeigerwerte nach Ellenberg et al. 1992 von Oxalis acetosella in Mitteleuropa sind: Lichtzahl 1 = Tiefschattenpflanze, bei noch weniger als 1 %, selten bei mehr als 30 % relativer Beleuchtungsstärke vorkommend; Temperaturzahl indifferent; Kontinentalitätszahl 3 = See- bis gemäßigtes Seeklima zeigend; Feuchtezahl 5 = Frischezeiger, Schwergewicht auf mittelfeuchten Böden, auf nassen sowie auf öfter austrocknenden Böden fehlend; Feuchtewechsel keinen Wechsel der Feuchte zeigend; Reaktionszahl 4 = Säure- bis Mäßigsäurezeiger, Schwergewicht auf sauren Böden, aber bis in den neutralen Bereich, auf stark sauren wie auf neutralen bis alkalischen Böden selten; Stickstoffzahl 6 = mäßigen Stickstoffreichtum bis Stickstoffreichtum zeigend, auf armen und reichen Standorten seltener und an stickstoffreichen Standorten häufiger als an armen bis mittelmäßigen; Salzzahl 0 = nicht salzertragend; Schwermetallresistenz: nicht schwermetallresistent.
Die ökologischen Zeigerwerte nach Landolt et al. 2010 sind in der Schweiz: Feuchtezahl F = 3 (mäßig feucht), Lichtzahl L = 1 (sehr schattig), Reaktionszahl R = 2 (sauer), Temperaturzahl T = 3 (montan), Nährstoffzahl N = 2 (nährstoffarm), Kontinentalitätszahl K = 3 (subozeanisch bis subkontinental).
Pflanzensoziologie: In Mitteleuropa befinden sich die Hauptvorkommen im Galio-Abietion und Pflanzengesellschaften des montanen Fagion. Er tritt auch in anderen Fagetalia- sowie in Betulo-Adenostyletea- oder in krautreichen Vaccinio-Piceetalia-Gesellschaften auf.

## Systematik
Die Erstveröffentlichung von Oxalis acetosella erfolgte 1753 durch Carl von Linné in Species Plantarum, Tomus I, Seite 433. Das Artepitheton acetosella leitet sich vom lateinischen Wort acetum für „Essig, saurer Wein“ und bedeutet „säuerlich“. Synonyme für Oxalis acetosella L. sind: Oxys acetosella (L.) Scop., Oxalis longiflora L., Oxalis nemoralis Salisb. nom. illeg., Oxalis parviflora Lej., Oxalis vulgaris Gray nom. illeg.
Oxalis acetosella ist die Typusart der Gattung Oxalis. Die Art Oxalis acetosella gehört zur Untersektion Oxalis subsect. Oxalis innerhalb der Gattung Oxalis. Die genaue Abgrenzung der Arten der Untersektion Oxalis subsect. Oxalis wurde kontrovers diskutiert. Bei Aoki et al. 2017 ist Oxalis acetosella L. nur monophyletisch, wenn Oxalis leucolepis Diels, Oxalis montana Raf. Oxalis oregana Nutt. eigene Arten sind und nicht Subtaxa von Oxalis acetosella. Also sind keine Subtaxa von Oxalis acetosella akzeptiert und es gibt keine natürlichen Vorkommen von Oxalis acetosella außerhalb Eurasiens. In Algerien ist Oxalis acetosella ausgestorben oder nicht nachweisbar.

## Inhaltsstoffe
Primäres (saures) Kaliumoxalat = Kaliumbioxalat = Sal Acetosellae = Kleesalz. In geringen Mengen ist auch Oxalsäure enthalten. Im Rhizom findet sich eine geringe Menge eines Anthrachinonderivates (chrysophansäureähnliche Substanz). Der Samen enthält fettes Öl.

## Verwendung
Die Laubblätter von Wald-Sauerklee werden roh oder gegart gegessen. Der gute zitronenartige Geschmack der Laubblätter wirkt erfrischend. Aus den gehackten Blättchen können Suppen, Soßen und Salate hergestellt werden, meist ergänzen sie aber solche Speisen nur. Beim Verzehr sollte aber der Gehalt an Oxalsäure beachtet werden, deshalb sollten nur geringe Mengen verwendet werden. Oxalsäure bildet durch Reaktionen mit Calziumverbindungen unlösliche Salze; deshalb sollten Personen beispielsweise mit Rheuma oder Neigung zur Steinbildung bei der Verwendung von Wald-Sauerklee besonders vorsichtig sein. Gegart sind die Laubblätter von Wald-Sauerklee bekömmlicher. Die Blüten werden zum Dekorieren von Salaten verwendet.
Die vielfältigen medizinischen Wirkungen von Wald-Sauerklee wurden untersucht.
Getrocknete Pflanzenteile von Wald-Sauerklee werden dazu verwendet, um Pflanzensäfte gerinnen zu lassen.
Der Wald-Sauerklee wurde bis ins 19. Jahrhundert im Schwarzwald zur Bereitung von Sauerkleesalz Sal Acetosellae oder Acidum oxalicum gesammelt, das zur Politur von Marmor und anderen Kalksteinen, sowie zur Entfernung bestimmter Ablagerungen auf Naturstein und Verfärbungen von Eichenholz verwendet wurde. In diesen Zusammenhängen wurde „fälschlich“ auch von „Bitterkleesalz“ gesprochen.
Sofern Wald-Sauerklee massenhaft auftritt, kann er für Vieh giftig sein. Bei Menschen kommen Vergiftungen selten vor, und nur bei massenhaftem Verzehr.

## Historische Namen und deutschsprachige Trivialnamen
Im Mittelalter wurde der Wald-Sauerklee (im Mittelmeerraum möglicherweise auch Horn-Sauerklee) auch kuckeßlauch („Kuckuckslauch“) sowie (griechisch) bachael, lateinisch panis cuculi („Kuckucksbrot“) und Alleluia genannt (so auch im Antidotarium Nicolai und im Kleinen Destillierbuch).
Bei Hegi et al. 1964 sind beispielsweise folgende deutschsprachige Trivialnamen angegeben: Süppli (Zürich), Chäs und Brot (Graubünden), Hasenbrod (alemannisch, thüringisch), Hasenmoos (Westfalen), Kuckuckssalat (Mecklenburg), Holzklee (Niederösterreich). Noch verwendet werden die Namen Hasenklee, Kuckucksbrot, Buchampfer sowie Buchklee.